# راشد علي (لاعب كرة قدم مواليد 1997)
راشد علي خميس (مواليد 2 أكتوبر 1997) لاعب كرة قدم إماراتي يجيد اللعب في الوسط.
مثل نادي اتحاد كلباء ونادي مسافي.